# Frederic Boase
Frederic Boase, né le 7 octobre 1843 à Penzance et mort le 23 décembre 1916 à St Leonards, est un bibliothécaire et biographe britannique.

## Biographie

### Jeunesse
Frederic Boase est né le 7 octobre 1843  à  Larrigan, près de Penzance en Cornouailles de John Josias Arthur Boase (1801-1896) est banquier, et de son épouse, Charlotte née Scholl (1802-1873). Cadet d'une famille de quatre garçons et deux filles, il est scolarisé aux lycées de Penzance et de Bromsgrove entre 1855 et 1859.

### Carrière
Il est formé dans le domaine du droit, mais n'en fait pas une carrière. Il est admis comme avocat et solliciteur en 1867 et commence à exercer à Exmouth, dans le Devon. Il y reste jusqu'en 1872, où il déménage à Londres et devient greffier en droit immobilier. En 1877, il est nommé bibliothécaire de l'Incorporated Law Society (en) et prend sa retraite en septembre 1903,.
Son œuvre majeure est la Modern English Biography. Elle est publiée en trois volumes de 1892 à 1901. Ils sont suivis d'un supplément de trois volumes,. L'ouvrage contient finalement 30 000 biographies de personnes décédées entre 1851 et 1900.
Célibataire, il meurt à St Leonards le 23 décembre 1916.